# Tinka og Sjælens Spejl
Tinka og Sjælens Spejl er en tv-julekalender på TV 2, der sendes i december 2022, og er en efterfølger til julekalenderen Tinka og Kongespillet fra 2019 og den tredje og sidste julekalender i en serie og trilogi, der handler om halvnissen Tinka og hendes menneskeven Lasse, og om nisseverdenen og menneskeverdenens sameksistens. Julekalenderen har Josephine Chavarria Højbjerg i hovedrollen som Tinka, som i de to tidligere serier, og som noget nyt ses Højbjerg også i rollen som Tinkas enæggede tvillingesøster, Flora. Og i rollen som Lasse ses endnu engang Albert Rosin Harson.
Tinka og Sjælens Spejl handler om Tinka og Lasses søgen efter en hemmelig søster eller bror til Tinka, som hendes far engang har fået i menneskeverdenen.

## Medvirkende
| Skuespiller                  | Rolle                   |
| ---------------------------- | ----------------------- |
| Josephine Chavarria Højbjerg | Tinka/Flora             |
| Albert Rosin Harson          | Lasse                   |
| Rosita Nellie Holse Gjurup   | Astrid                  |
| Neel Rønholt                 | Nille - Tinkas plejemor |
| Birthe Neumann               | Maja - farmor           |
| Martin Bo Lindsten           | Mikkel                  |
| Ellen Hillingsø              | Ingi                    |
| Hadi Ka-Koush                | Skir                    |
| Christian Tafdrup            | Fileas                  |
| Esben Dalgaard Andersen      | Grot                    |
| Jakob Femerling              | Birk                    |
| Viilbjørk Malling Agger      | Falke                   |
| Ari Alexander                | Atari Allan             |
| Anna Haarup Munch            | Juliane                 |
| Henrik Koefoed               | Nissetegneren           |
| Kasper Leisner               | Fortæller               |

## Liste over afsnit
| Nr. | Titel                      |
| --- | -------------------------- |
| 1   | Førstenissen               |
| 2   | Den halve                  |
| 3   | Rullernes hemmelighed      |
| 4   | På sporet                  |
| 5   | Flora                      |
| 6   | Kollegiet                  |
| 7   | Bytte bytte købmand        |
| 8   | På udebane                 |
| 9   | Taberfrøen                 |
| 10  | Årsmøde                    |
| 11  | Det sorte spejl            |
| 12  | Nisserne holder fridag     |
| 13  | Lys i mørket               |
| 14  | En ny vej                  |
| 15  | Udenfor kortet             |
| 16  | Troldenes lejr             |
| 17  | Helvardskoven              |
| 18  | Den uovervindelige samling |
| 19  | En nisse er ingen nisse    |
| 20  | Springet                   |
| 21  | Kongsby                    |
| 22  | Vejen hjem                 |
| 23  | Den måneløse nat           |
| 24  | Menneskets tid             |